# Ramal ferroviario Ingeniero Maschwitz-Dique Luján
El Ramal Ingeniero Maschwitz - Dique Luján fue un ramal secundario perteneciente al Ferrocarril General Bartolomé Mitre. Actualmente se encuentra clausurado y sus vías fueron removidas.

## Historia
El servicio de transporte en el ramal fue realizado mediante la utilización de trenes mixtos, que efectuaban al mismo tiempo el transporte de cargas, pasajeros y encomiendas. Durante los años previos a su clausura el transporte de cargas fue suspendido, manteniéndose un servicio de pasajeros operado por un médico coches motores.
El ramal fue clausurado a principios de la década de 1970. Tenía una longitud de 6,8 km.

## Imágenes

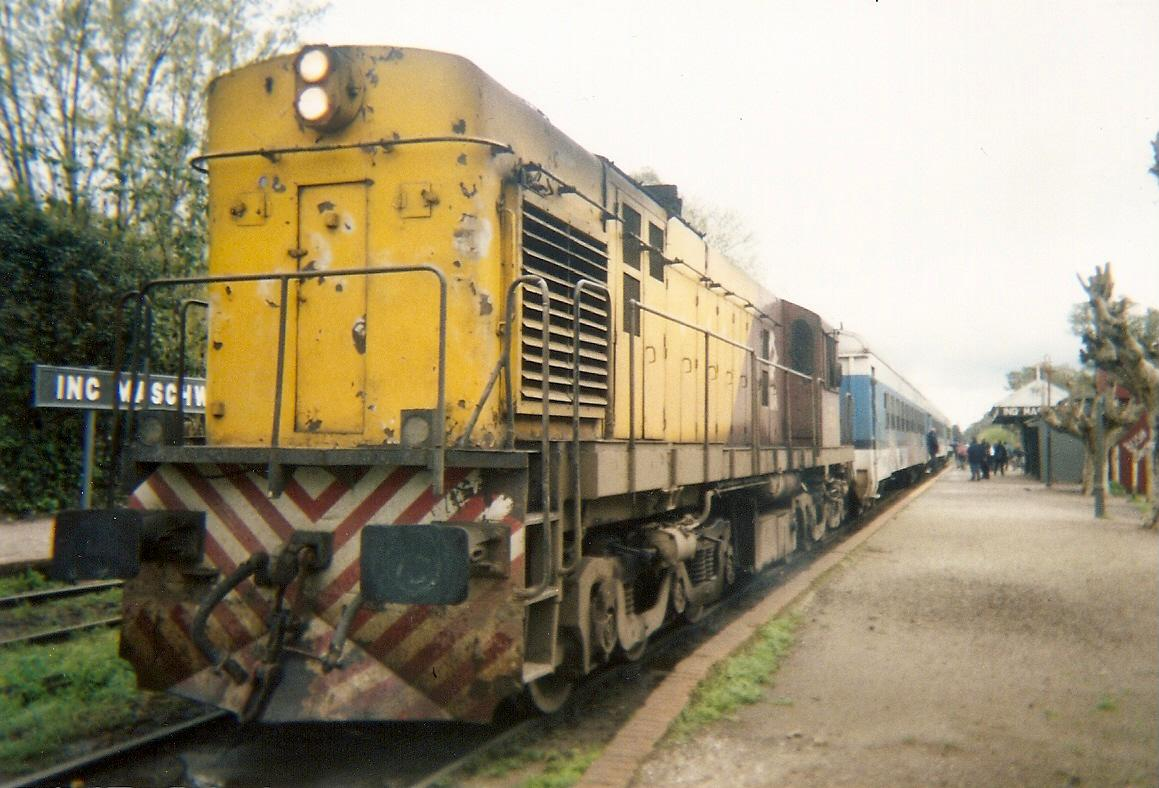
Estación Ingeniero Maschwitz
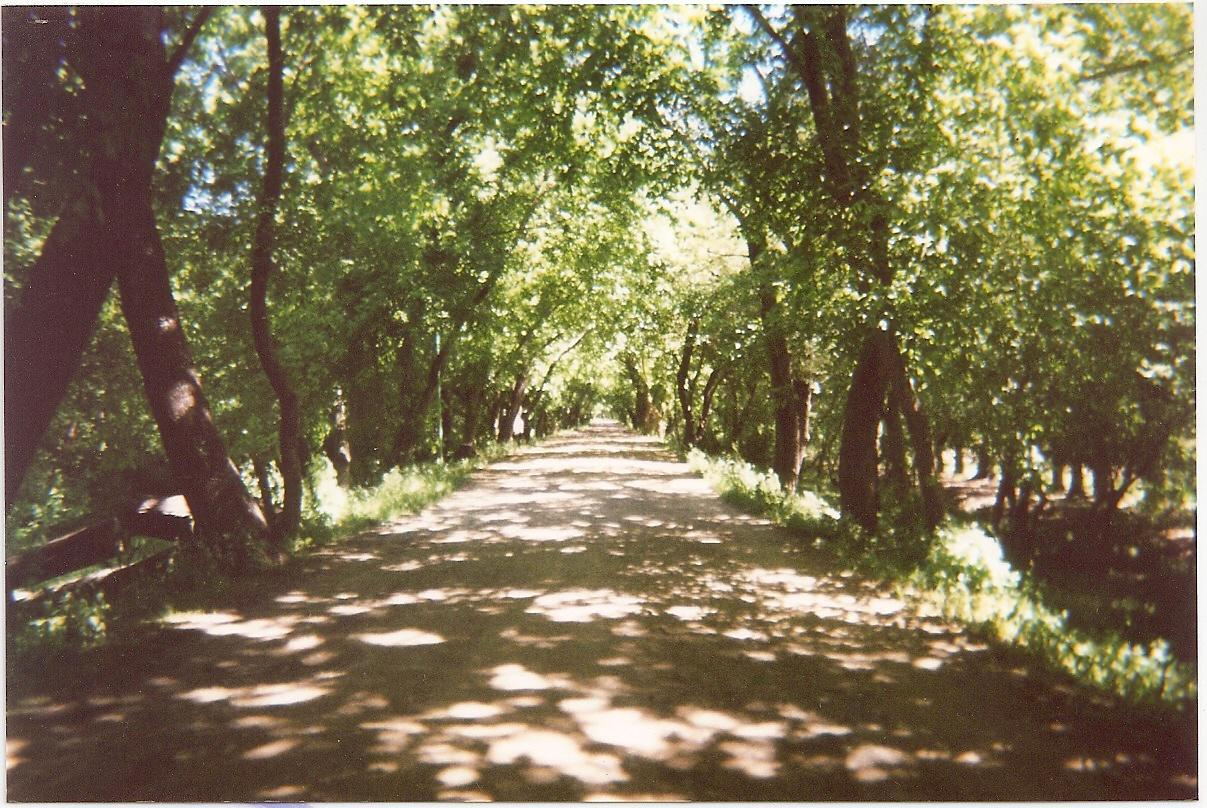
La traza del ramal convertida en camino vecinal.
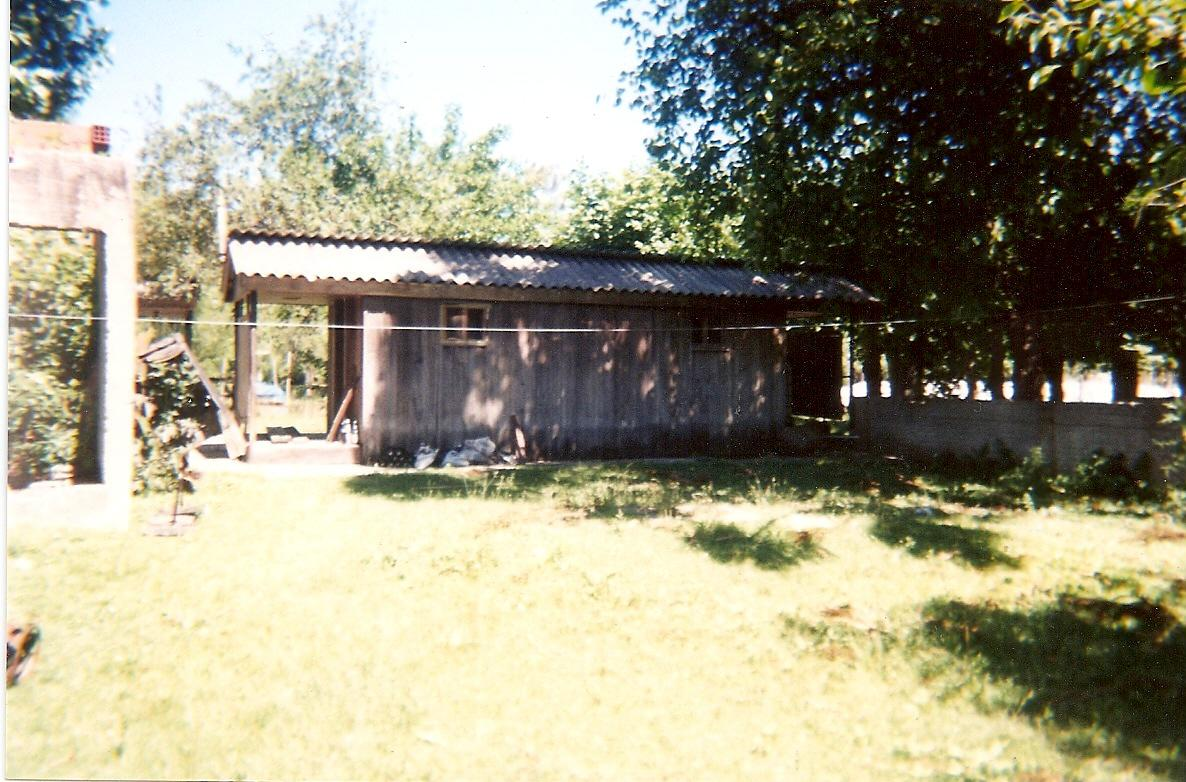
Punta de rieles en Dique Luján.